# Gynoplistia (Gynoplistia) annulata
Gynoplistia (Gynoplistia) annulata is een tweevleugelige uit de familie steltmuggen (Limoniidae). De soort komt voor in het Australaziatisch gebied.